# Vulkanens Øje
Vulkanens Øje er navnet på Mr. Wilms' fjerde album, som udkom i 2013.

## Spor
| #   | Titel                                      | Længde |
| --- | ------------------------------------------ | ------ |
| 1.  | "Her i nærheden"                           | 4:00   |
| 2.  | "You Can Run"                              | 4:27   |
| 3.  | "Vulkanens Øje"                            | 5:42   |
| 4.  | "Blod og Guld"                             | 5:01   |
| 5.  | "Blomsterne Fik Vand"                      | 4:16   |
| 6.  | "Something's feat. Nanamarie Venca Reimar" | 4:40   |
| 7.  | "Report"                                   | 4:44   |
| 8.  | "Fly Away"                                 | 4:47   |
| 9.  | "Kom Nu Med Mig Hjem"                      | 3:53   |
| 10. | "I Still Love You feat. Ida Jørgensen"     | 4:50   |
| 11. | "Mama"                                     | 4:23   |
| 12. | "Elsker Jo Dig"                            | 6:26   |

Hvis intet andet er angivet er tekst og musik af Mr. Wilms.